# Viggo Dorph-Petersen
Viggo Theodor Dorph-Petersen (Ishøj, Copenhague, 9 de febrero de 1851 - Perpiñán, 23 de julio de 1937) fue un arquitecto de origen danés instalado en el departamento francés de Pirineos Orientales, de estilo modernista, que se convirtió en el arquitecto de referencia de la burguesía del Rosselló de la época y dejó una amplia obra, repartida por todo el territorio.

## Biografía
Nacido en Barfredshøj, una finca agrícola del municipio de Ishøj, en la periferia de Copenhague, hijo de Carl Frederik Augusto Petersen y Charlotte Margrethe Dorph, fue el octavo de once hermanos. Trabajó de carpintero y ebanista en su juventud. Más tarde, estudió arquitectura en Copenhague, diplomándose en 1879. En 1880 fue a perfeccionar sus estudios a la Escuela de Bellas Artes de París. Allí empezó a trabajar en un despacho donde recibió, en 1883, el encargo de construir un hotel en Vernet-les-Bains, en la comarca del Conflent. A partir de este momento se trasladó al Rosellón, se domicilió en Perpiñán y empezó a recibir encargos de la burguesía local, coincidiendo con la pujanza económica de la época del fin de siècle.
Con un estilo clásico, pero a la vez modernista en la técnica, recibió una gran acogida entre las familias burguesas del momento y acabó construyendo un gran catálogo de mansiones y palacios que dejó una gran impronta en el urbanismo de la región. Sus edificios son opulentos y magníficos, guarnecidos al gusto de la época, con cristaleras, cerámicas, tejados con decoración, con mansardas y torretas.
Petersen vivió en Perpiñán hasta su muerte, a los 87 años. Fue enterrado en el cementerio de La Rochefoucauld, en Charente.

## Obras
Algunas de sus obras principales son:

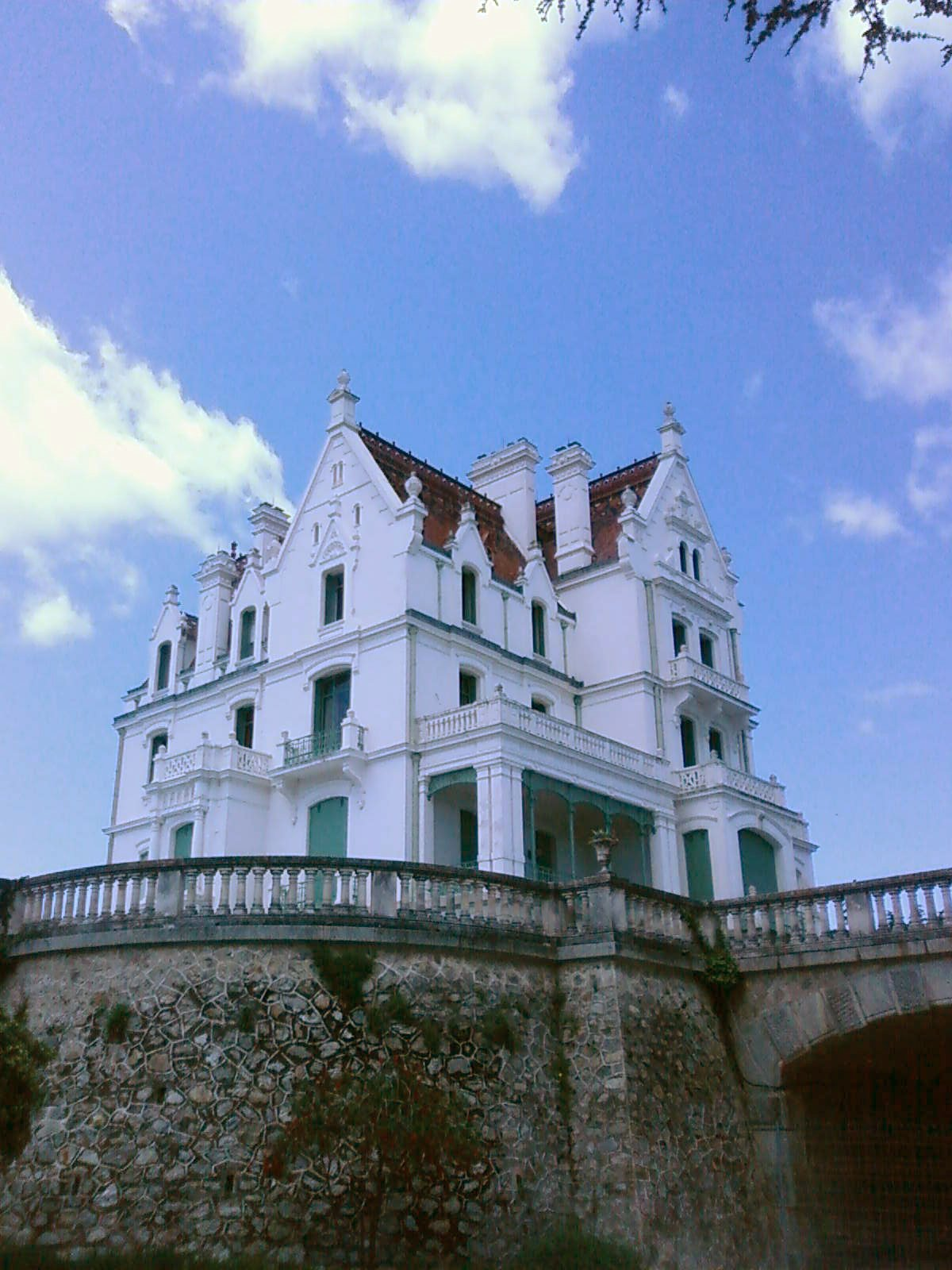
El castillo de Valmy en Argelès.

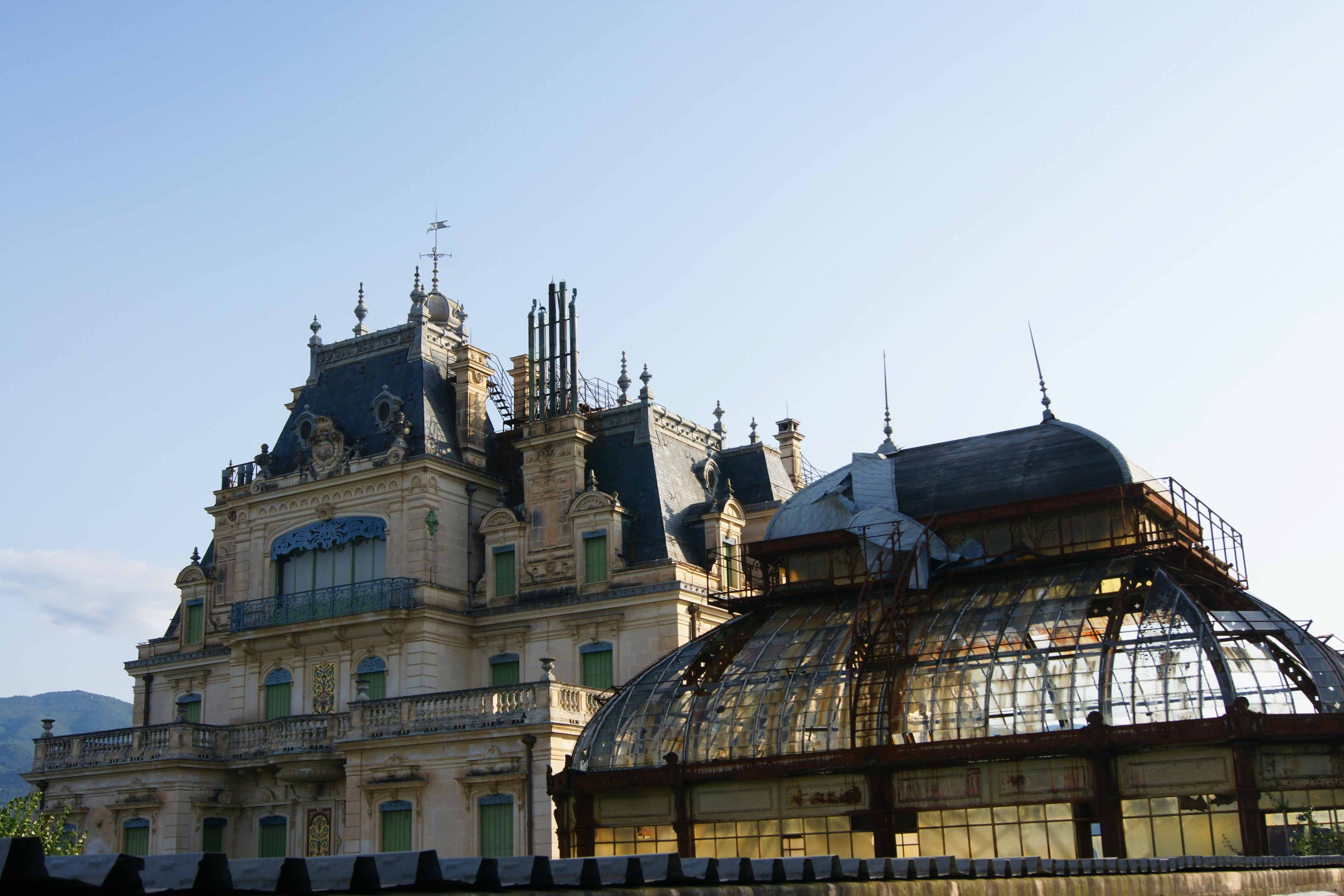
El castillo de Aubiry en Céret.

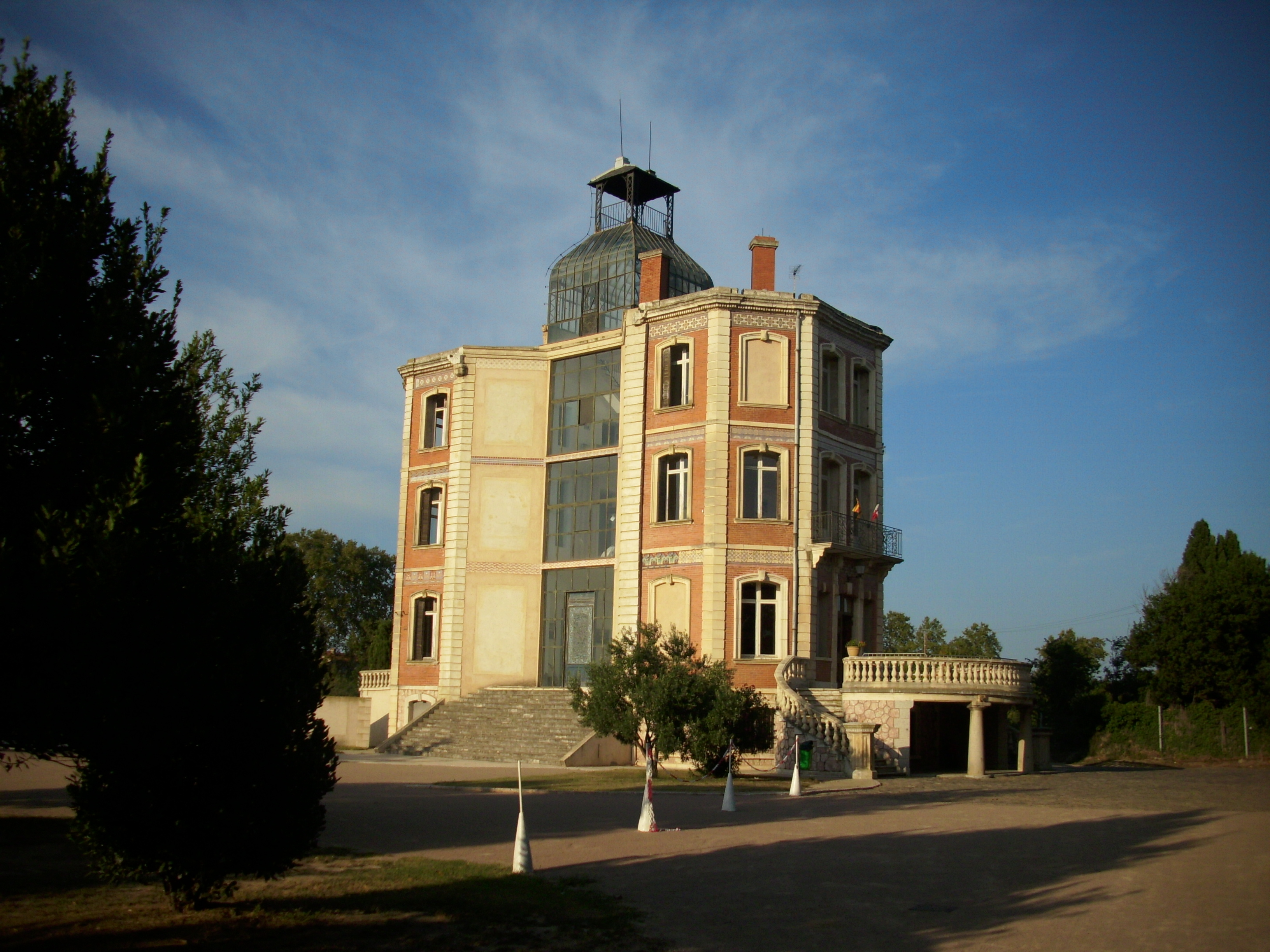
La Maternidad de Elna.

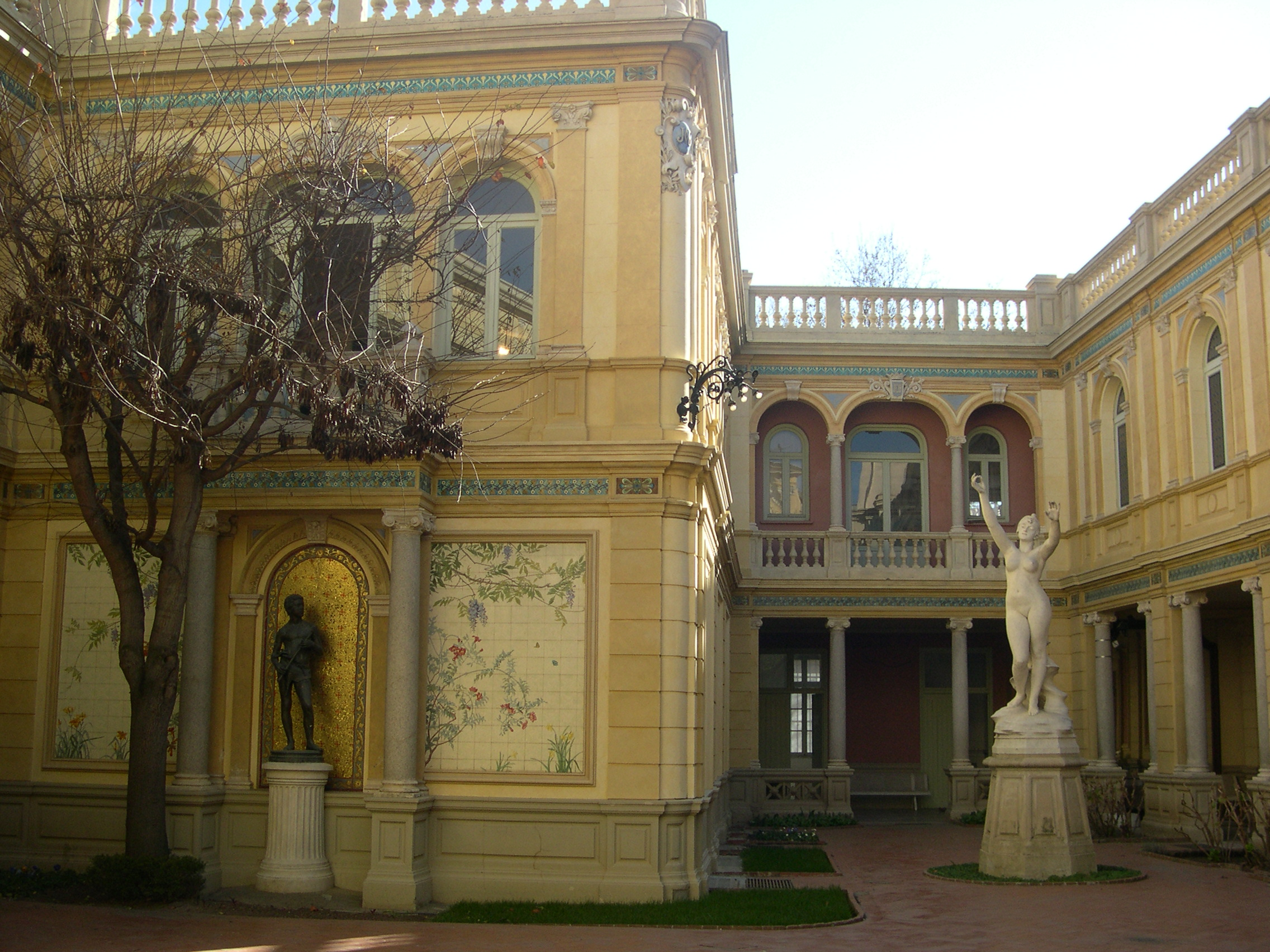
La casa Palmos en Perpiñán.

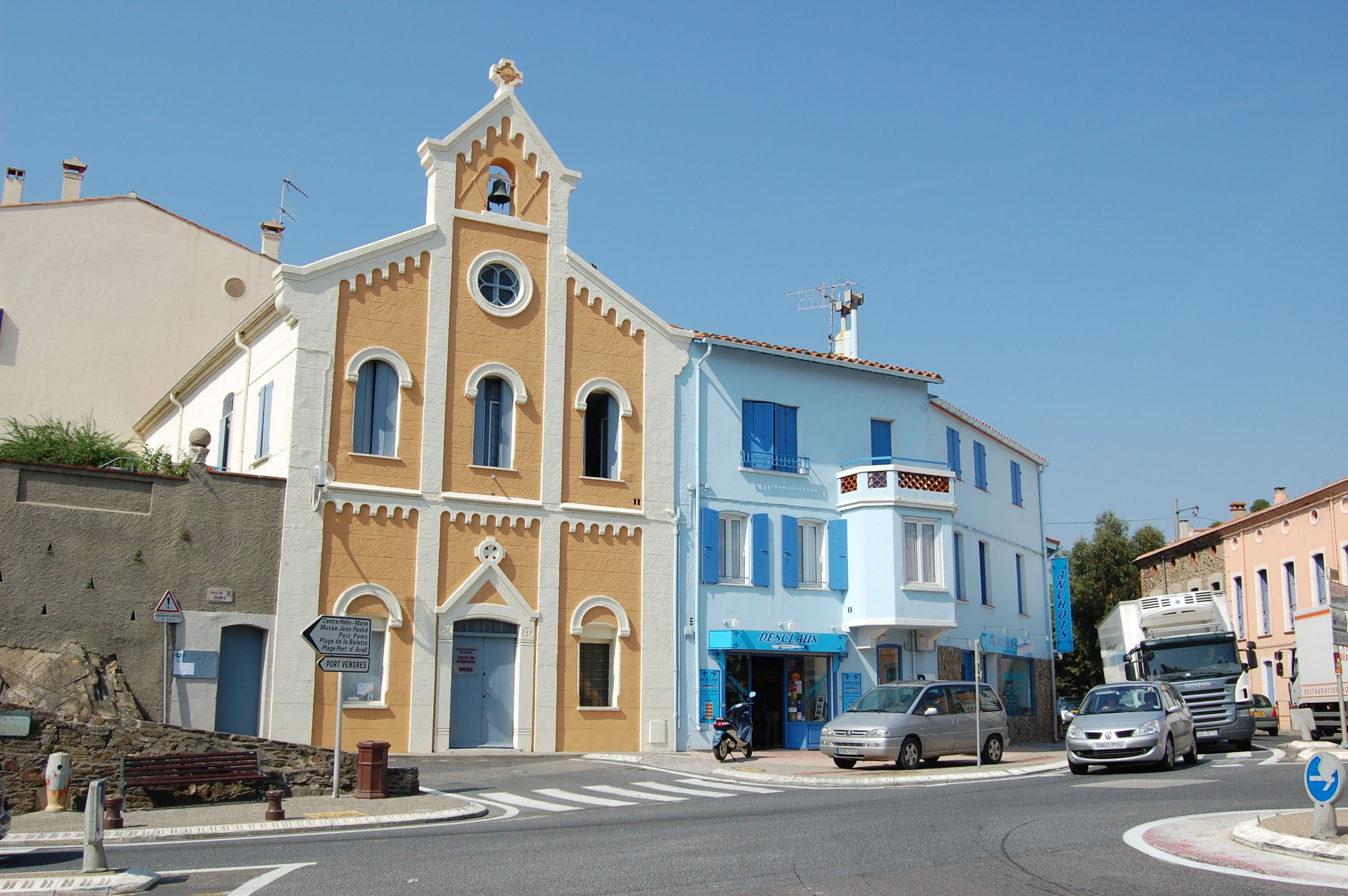
El templo protestante de Colliure.

- En Argelès-sur-Mer, el castillo de Valmy para una de las hijas del industrial Pierre Bardou.
- En Argelès-sur-Mer, el establecimiento termal El Oasis.
- En Banyuls, la Villa Camille.
- En Banyuls, la Villa Thérése.
- En Brouilla, el castillo de Pourteils.
- En Canet-en-Roussillon, el castillo del Esparrou para la familia Sauvy.
- En Céret, el castillo de Aubiry para el hijo del industrial Pierre Bardou.
- En Ceret, la Villa Jeanne d'Arc.
- En Colliure, la iglesia protestante.
- En Elna, el edificio de la Maternidad de Elna.
- En Elna, la Villa de la familia Lazerne.
- En palacio del Vidrio, la Villa Villeclare.
- En Perpiñán, el castillo de Ducup de Sain Paul para una de las hijas del industrial Pierre Bardou.
- En Perpiñán, la Villa Las Tilleuls para Joseph Puig.
- En Perpiñán, el hotel Drancourt.
- En Perpiñán, la casa Gibrat.
- En Perpiñán, la Casa de Beneficencia.
- En Perpiñán, el inmueble Parès.
- En Perpiñán, el inmueble Palmos-Bouvier.
- En Perpiñán, el Café de la Llotja.
- En Pézilla-la-Rivière, la iglesia de las Santas Hostias.
- En Port-Vendres, la casa Palmos para Julie Palmos.
- En Saint-Hippolyte, la Villa Rozès.
- En Thuir, la Villa Palauda para la familia Violet.
- En Vernet-les-Bains, el Hotel de Portugal.